# Aloys Fritzen
Aloys Fritzen, född 19 februari 1840 i Kleve, död 19 augusti 1916 i Düsseldorf, var en tysk politiker. Han var bror till Adolf och  Karl Fritzen.
Fritzen studerade juridik i Bonn och Heidelberg, deltog därefter i tyska enhetskriget samt var 1875–89 lantråd i Rhenprovinsen. Han var 1881–1911 ledamot av tyska riksdagen, från 1889 även ledamot av preussiska riksdagens andra kammare och 1890–1902 av provinsiallantdagen i Rhenprovinsen, och tog en viktig del i det parlamentariska arbetet såsom en av Centrumpartiets ledare, särskilt på statshushållningens område.